# Bob Boozer
Robert Lewis Boozer, detto Bob (Omaha, 26 aprile 1937 – Omaha, 19 maggio 2012), è stato un cestista statunitense, professionista nella NBA.

## Carriera
Venne selezionato dai Cincinnati Royals al primo giro del Draft NBA 1959 (1ª scelta assoluta).
Con gli Stati Uniti ha disputato i Giochi olimpici di Roma 1960.

## Palmarès
- NCAA AP All-America First Team (1959)
- NCAA AP All-America Second Team (1958)
- Campionato NBA: 1

Milwaukee Bucks: 1971
- NBA All-Star (1968)